# Sedum booleanum
Sedum booleanum là một loài thực vật có hoa trong họ Crassulaceae. Loài này được B.L. Turner miêu tả khoa học đầu tiên năm 1995.